# Göteborg-klassen
Korvetterne af Göteborg-klassen bliver benyttet i Svenska marinen og blev bygget i tidsrummet 1990-1993. Skibene er bevæbnet med otte RBS-15 antiskibsmissiler, torpedoer, antiubådsmortérer, en 40 mm maskinkanon samt en 57 mm kanon. 
Klassens opgave under den kolde krig bestod i at finde og ødelægge sovjetiske ubåde og overfladefartøjer og der var oprindeligt planlagt 6 skibe i klassen. Ved den kolde krigs afslutning blev de sidste to enheder droppet, de skulle have heddet HMS Helsingborg og HMS Härnösand. I dag er klassens rolle blevet fokuseret mod international krisestyring. HMS Gävle and HMS Sundsvall deltog i 2006-2007 i FN-operationen UNIFIL ud for Libanons kyst, efter Libanon-krigen i 2006.
HMS Göteborg samt HMS Kalmar ligger for tiden oplagt ved Flådehavnen Karlskrona.

## Skibe i klassen
| Pennant | Navn     | Kølen lagt        | Søsat             | Indgået            | Navngivet af | Udfaset | Kaldesignal |
| ------- | -------- | ----------------- | ----------------- | ------------------ | ------------ | ------- | ----------- |
| K21     | Göteborg | 10. februar 1986  | 13. april 1989    | 15. februar 1990   | -            | -       | -           |
| K22     | Gävle    | 12. januar 1987   | 23. marts 1990    | 17. september 1990 | -            | -       | -           |
| K23     | Kalmar   | 21 september 1988 | 1 november 1990   | 1 september 1991   | -            | -       | -           |
| K24     | Sundsval | Marts 1989        | 29. november 1991 | 7. juli 1993       | -            | -       | -           |